# Pirelići
Pirelići is een plaats in de gemeente Oprtalj in de Kroatische provincie Istrië. De plaats telt 50 inwoners (2001).